# My Babe
Singles de Little Walter and his Jukes
Last Night
(1954) Roller Coaster
(1955)
My Babe est une chanson de Chicago blues et un standard du blues écrit par Willie Dixon pour Little Walter.
Éditée en 1955 chez Checker Records, c'est la seule composition de Dixon à devenir n°1 au Billboard R&B et le second titre de Walter à atteindre la 1re position de ce classement.
Avec plus de 170 reprises, il s'agit du plus grand succès de Little Walter en solo.

## Histoire
Little Walter enregistre une première version intitulée Mercy Babe le 1er juillet 1954 à Chicago, durant la session où il enregistre son simple Last Night. Mais ce sont les arrangements de Dixon lors d'une session d'enregistrement le 25 janvier 1955 qui transforme le morceau en hit.
Considérée par certains comme un plagiat, la chanson est basée sur le chant traditionnel gospel This Train (Is Bound For Glory) (en),, enregistré dès 1922 puis popularisé par Rosetta Tharpe en 1939. Dixon travaille les arrangements et modifie les paroles, ôtant les aspects religieux (la procession des Saints au Paradis) pour les remplacer par un texte plus séculier. Ainsi, This train is bound for glory, this train devient My babe don’t stand no cheatin’, my babe. Peu avant lui, Ray Charles avait ouvert la voie à l'emprunt des titres gospel pour forger des tubes : le titre It Must Be Jesus devient I Got a Woman à la fin de l'année 1954.
Dans son autobiographie, Dixon se souvient :
Je sentais que Little Walter avait le feeling pour la chanson My Babe. C'était le genre de gars à se vanter au sujet des femmes, de ses conquêtes, ou de ce qu'il faisait. Walter a souvent dit qu'il n'aimait pas la chanson mais les gens de Chess me faisaient suffisamment confiance pour savoir que si je voulais qu'il en soit l'nterprète, c'est que la chanson était faite pour lui. Dès l'instant où il l'a jouée, BOOM! elle a atteint le sommet du classement.
Le single sort le 26 février 1955 chez Checker (une division de Chess Records) sous la référence 811, tant en 78 tours qu'en 45 tours. Sur l'étiquette, Little Walter est accompagné de 'ses jukes', nom donné à ses musiciens. La face B est un titre instrumental à l'harmonica intitulé Thunder Bird. Le 45 tours était calqué sur son seul n°1 précédent, Juke : une face contient un morceau chanté, l'autre contenant un titre instrumental.
My Babe est réédité en juin 1960 avec l'ajout de chœurs et dans une version légèrement raccourcie (2 minutes 26) sous la référence 955. Little Walter est maintenant le seul interprète référencé. La face B est remplacée par le morceau Blue Midnight, créé par Little Walter sous son pseudonyme W. Jacobs.

### Musiciens
La session du 25 janvier voit la participation de :
- Little Walter : harmonica, voix,
- Robert Lockwood, Jr., Leonard Caston (en) : guitares,
- Willie Dixon : contrebasse,
- Fred Below : batterie.

## Classement et distinctions
C'est la deuxième fois que Walter atteint la 1re place du Billboard R&B, après son titre Juke en 1952.
Il atteint la 1re place du Billboard R&B 'Best Sellers in Stores' le 23 avril 1955 et y reste pendant 4 semaines. Il obtient la 1re position du Billboard R&B 'Most Played In Jukebox' le 30 avril 1955 puis la récupère le 21 mai 1955 pour la conserver durant 4 semaines. Au total, le titre restera un peu moins de cinq mois dans le classement faisant de lui l'un des plus gros succès de l'année 1955.
En 2008, My Babe entre dans le Blues Foundation Hall of Fame dans la catégorie "Classic of Blues Recording – Singles or Album Tracks".

## Reprises
Informations tirées de Second Hand Songs sauf mention contraire.
Il existe plus de 170 versions du titre My Babe.

### Crédit supplémentaire
En mars 1955,, The Gaylords (en) enregistrent une version pour Mercury Records, accompagnés par l'orchestre de George Annis.
Leur single porte le crédit supplémentaire 'Stone', correspondant à George Stone. Ce double crédit apparait sur plusieurs reprises futures (Bo Diddley, Vince Taylor, Gerry and the Pacemakers, Les Chats Sauvages), dont certaines publications de Little Walter lui-même (réédition anglaise datant de 1960 ou compilation).

### Reprises chantées (sélection)
- Ricky Nelson sur son album Ricky Nelson en 1958,
- Cliff Richard and the Drifters sur Cliff en 1959,
- Bo Diddley sur Bo Diddley's a Twister en 1962,
- The Coasters en 1962 sur Coast Along with the Coasters,
- Vince Taylor and his Playboys sur Mimi en 1962,
- Conway Twitty sur R&B '63 en 1963,
- The Tornados en 1963 sur Tornado Rock[26],
- Ike et Tina Turner sur Get it - Get it en 1966 puis Outta Season en 1968,
- Davy Graham sur Folk, Blues & Beyond... en 1965,
- The Everly Brothers sur Beat 'n Soul en 1965,
- Gerry and The Pacemakers sur I'll Be There en 1965,
- Nancy Wilson sur Nancy-Naturally en 1966,
- John Fred and His Playboys sur John Fred & His Playboys en 1966,
- Elvis Presley sur From Memphis to Vegas / From Vegas to Memphis en 1969,
- Sonny Boy Williamson sur Faces and Places Vol. 2 sorti en 1972,
- Willie Dixon sur Catalyst en 1973,
- Chuck Berry en 1975 sur Chuck Berry,
- Dr Feelgood sur Mad Man Blues en 1985,
- Steve Miller Band sur Living in the 20th Century en 1986,
- Link Wray sur Born to Be Wild - Live in the USA 1987 sorti en 1989,
- Solomon Burke sur Soul of the Blues en 1993,
- Bruce Channel en 1995 sur Stand Up,
- Tom Jones & Jools Holland sur Tom Jones & Jools Holland en 2004,
- Curtis Stinger sur I Think it's Going to Rain Today en 2005,
- Dion en 2007 sur Son of Skip James,
- Bobby Solo et Silvia sur Blues for Two en 2016.

### Reprises instrumentales (sélection)
- Bill Black's Combo sur Movin' en 1962,
- The Ramsey Lewis Trio sur The Ramsey Lewis Trio at The Bohemian Caverns en 1964,
- The Shadows sur Shades of Rock (en) en 1970,
- Hank Crawford sur After Dark en 1998.

### Adaptations en langues étrangères
| Année | Langue   | Titre    | Adaptation                                    | Interprète(s)                       |
| ----- | -------- | -------- | --------------------------------------------- | ----------------------------------- |
| 1962  | Français | Oh ! Oui | Bobby Nalpas                                  | Les Chats Sauvages avec Dick Rivers |
| 1965  | Français | Va-t'en  | Johnny Hallyday, Gilles Thibaut, Eddie Vartan | Johnny Hallyday                     |
| 1966  | Italien  | Il Treno | Mogol                                         | Rita Pavone                         |

## Utilisation dans les médias
Sauf indication contraire, les informations mentionnées dans cette section peuvent être confirmées par la base de données cinématographiques IMDb,  présente dans la section « Liens externes ».
- En 1989, dans The Delinquents (en) de Chris Thomson,
- En 2008, dans la série Sur écoute (saison 5, épisode 7),
- En 2008, on trouve la version d'Elvis Presley sur l'édition Deluxe[29] de la bande originale du film Cadillac Records de Darnell Martin,
- En 2013, dans Bad Granpa de Jeff Tremaine.